# Valencia Firebats
I Valencia Firebats sono una squadra di football americano di Valencia. Partecipano alla LNFA Serie A.

## Storia
Il club viene fondato nell'aprile del 1993 come Valencia Bats, dopo una scissione dei Giants de Cullera al termine della stagione 1992-93.
Partecipa alla prima stagione (1993-94) all'estinta American Football League (AFL), dove riesce a classificarsi al quinto posto.
Nella stagione 1994-95, le due differenti competizioni spagnole (AFL e Catalana) si unificano in una sola, organizzata dalla AEFA (Agrupación Española de Fútbol Americano). Il campionato viene così diviso in due divisioni, la 1ª e la 2ª. I Bats vengono inseriti nella Primera División.
Nella stagione 1997-98 riesce a raggiungere le semifinali ed a qualificarsi così per la prima volta ad una competizione europea, la Federations Cup Non vi prenderà però parte, per mancanza di fondi.
Al termine della stagione verrà adottato il nome Valencia Firebats, e proprio da quella stagione tutte le partite interne verranno giocate all'Estadio Municipal Jardín del Turia.
Il debutto europeo avviene quindi al termine della stagione 2002, dopo aver raggiunto le semifinali per il secondo anno consecutivo. Prende infatti parte alla EFAF Cup, inserita nel girone con i Marines Lazio e con i Badalona Dracs.
Nel 2005 raggiunge la finale di Copa de España, persa contro i L'Hospitalet Pioners.
Il primo successo della squadra si registra nella stagione 2006, quando conquista il suo primo titolo di campione di Primera Division, laureandosi campione di Spagna. Nella finale della LNFA (Liga Nacional de Fútbol Americano) disputata a Gijón, i valenciani si impongono sui catalani dei L'Hospitalet Pioners per 13-0. La stagione seguente partecipano all'Eurobowl, venendo inserita nel girone con i Lions Bergamo e gli austriaci Tirol Raiders, le due squadre più titolate d'Europa.
Nella stagione 2007, i valenciani vincono il loro secondo campionato, subendo una sola sconfitta in tutta la stagione (7-1). In finale incrociano i Badalona Dracs, ed Ezequiel Martí, con 5 touchdown e tre intercetti risulta l'MVP della finale.
In Eurobowl, i Valencia Firebats conseguono solo due sconfitte: con i Tirol Raiders (6-37) e con i Lions Bergamo (41-8).
La categoria junior del club partecipa per la prima volta alla LNFA Junior, vincendo la división centro partecipando alla Final Four di Granollers, concludendo al quarto posto al debutto assoluto nella categoria.
La stagione 2008, culmina con una sconfitta nella finale di campionato, contro i L'Hospitalet Pioners, per 17-36 a Siviglia. In Europa Valencia venne inserita nel girone con britannici dei Coventry Jets e i norvegesi degli Oslo Vikings. I juniors partecipano nuovamente alla Final Four, non riuscendo a vincere però il titolo nazionale.
Nella stagione 2008-2009, raggiunge la finale, disputata proprio a Valencia, per la prima volta ripresa dalle telecamere televisive contro i Badalona Dracs. Si laureano campioni nazionale per la terza volta vincendo per 29 a 10.

## Dettaglio stagioni

### Tornei nazionali

#### Campionato

##### LNFA/LNFA Elite/Serie A
| Stagione | regular season | regular season | regular season | regular season | regular season | regular season | playoff | playoff | playoff | playoff | playoff | playoff          | playoff                |
|          | Vin            | Par            | Per            | Tot            | PF             | PS             | Vin     | Per     | Tot     | PF      | PS      | risultato        | avversaria             |
| -------- | -------------- | -------------- | -------------- | -------------- | -------------- | -------------- | ------- | ------- | ------- | ------- | ------- | ---------------- | ---------------------- |
| 1995     | 4              | 0              | 5              | 9              | ?              | ?              | 0       | 1       | 1       | 16      | 58      | Wild Card        | Barcelona Howlers      |
| 1996     | 2              | 0              | 9              | 11             | ?              | ?              | -       | -       | -       | -       | -       | -                | -                      |
| 1997     | ?              | ?              | ?              | ?              | ?              | ?              | 0       | 1       | 1       | 10      | 12      | Primo turno      | Barcelona Búfals       |
| 2008     | 7              | 0              | 1              | 8              | ?              | ?              | 1       | 1       | 2       | 38      | 51      | Finale           | L'Hospitalet Pioners   |
| 2009     | 8              | 0              | 1              | 9              | 303            | 102            | 3       | 0       | 3       | 99      | 36      | Campioni         | Badalona Dracs         |
| 2010     | 5              | 0              | 3              | 8              | 206            | 123            | 2       | 1       | 3       | 54      | 77      | Finale           | L'Hospitalet Pioners   |
| 2011     | 6              | 0              | 4              | 10             | 268            | 279            | 0       | 1       | 1       | 22      | 30      | Semifinale       | Badalona Dracs         |
| 2012     | 6              | 0              | 4              | 10             | 268            | 181            | 0       | 1       | 1       | 14      | 24      | Semifinale       | L'Hospitalet Pioners   |
| 2013     | 4              | 0              | 6              | 10             | 234            | 240            | 0       | 1       | 1       | 20      | 26      | Semifinale       | L'Hospitalet Pioners   |
| 2014     | 6              | 0              | 4              | 10             | 219            | 194            | 1       | 1       | 2       | 40      | 36      | Finale           | Badalona Dracs         |
| 2015     | 9              | 0              | 1              | 10             | 403            | 131            | 2       | 0       | 2       | 51      | 26      | Campioni         | Badalona Dracs         |
| 2016     | 6              | 0              | 2              | 8              | 243            | 161            | 1       | 1       | 2       | 31      | 47      | Finale           | Badalona Dracs         |
| 2017     | 4              | 0              | 6              | 10             | 229            | 307            | 0       | 1       | 1       | 28      | 32      | Semifinale       | Reus Imperials         |
| 2018     | 3              | 0              | 3              | 6              | 101            | 135            | 1       | 1       | 2       | 68      | 30      | Quarti di finale | Osos de Rivas          |
| 2019     | 4              | 0              | 4              | 8              | 127            | 183            | 0       | 1       | 1       | 40      | 63      | Quarti di finale | Las Rozas Black Demons |
| Totale   | 74+?           | 0+?            | 53+?           | 127+?          | 2601+?         | 2034+?         | 11      | 12      | 23      | 531     | 548     |                  |                        |

Fonti: Enciclopedia del Football - A cura di Massimo Mezzetti

##### LNFA Femenina 9×9
| Stagione | regular season | regular season | regular season | regular season | regular season | regular season | playoff | playoff | playoff | playoff | playoff | playoff     | playoff         |
|          | Vin            | Par            | Per            | Tot            | PF             | PS             | Vin     | Per     | Tot     | PF      | PS      | risultato   | avversaria      |
| -------- | -------------- | -------------- | -------------- | -------------- | -------------- | -------------- | ------- | ------- | ------- | ------- | ------- | ----------- | --------------- |
| 2019     | 6              | 0              | 2              | 8              | 232            | 102            | 1       | 0       | 1       | 12      | 6       | Campionesse | Barberá Rookies |
| Totale   | 6              | 0              | 2              | 8              | 232            | 102            | 1       | 0       | 1       | 12      | 6       |             |                 |

Fonti: Enciclopedia del Football - A cura di Massimo Mezzetti

##### Serie B
| Stagione | regular season | regular season | regular season | regular season | regular season | regular season | playoff | playoff | playoff | playoff | playoff | playoff   | playoff              |
|          | Vin            | Par            | Per            | Tot            | PF             | PS             | Vin     | Per     | Tot     | PF      | PS      | risultato | avversaria           |
| -------- | -------------- | -------------- | -------------- | -------------- | -------------- | -------------- | ------- | ------- | ------- | ------- | ------- | --------- | -------------------- |
| 2021     | 2              | 0              | 4              | 6              | 119            | 119            | -       | -       | -       | -       | -       | -         | -                    |
| 2022     | 6              | 0              | 0              | 6              | 204            | 19             | 2       | 1       | 3       | 98      | 41      | Finale    | Alcobendas Cavaliers |
| Totale   | 8              | 0              | 4              | 12             | 323            | 138            | 2       | 1       | 3       | 98      | 41      |           |                      |

##### LNFA Femenina 7×7
| Stagione | regular season | regular season | regular season | regular season | regular season | regular season | playoff | playoff | playoff | playoff | playoff | playoff    | playoff                |
|          | Vin            | Par            | Per            | Tot            | PF             | PS             | Vin     | Per     | Tot     | PF      | PS      | risultato  | avversaria             |
| -------- | -------------- | -------------- | -------------- | -------------- | -------------- | -------------- | ------- | ------- | ------- | ------- | ------- | ---------- | ---------------------- |
| 2020     | 5              | 0              | 0              | 5              | 284            | 0              | -       | -       | -       | -       | -       | -          | -                      |
| 2021     | 5              | 0              | 1              | 6              | 254            | 82             | 0       | 1       | 1       | 6       | 50      | Semifinale | Las Rozas Black Demons |
| Totale   | 10             | 0              | 1              | 11             | 538            | 82             | 0       | 1       | 1       | 6       | 50      |            |                        |

Fonti: Enciclopedia del Football - A cura di Massimo Mezzetti

#### Coppa di Spagna
| Stagione | regular season | regular season | regular season | regular season | regular season | regular season | playoff | playoff | playoff | playoff | playoff | playoff    | playoff              |
|          | Vin            | Par            | Per            | Tot            | PF             | PS             | Vin     | Per     | Tot     | PF      | PS      | risultato  | avversaria           |
| -------- | -------------- | -------------- | -------------- | -------------- | -------------- | -------------- | ------- | ------- | ------- | ------- | ------- | ---------- | -------------------- |
| 2008     | -              | -              | -              | -              | -              | -              | 1       | 1       | 2       | 88      | 33      | Semifinale | L'Hospitalet Pioners |
| 2009     | -              | -              | -              | -              | -              | -              | 0       | 1       | 1       | 20      | 21      | Semifinale | Osos de Rivas        |
| 2013     | -              | -              | -              | -              | -              | -              | 1       | 1       | 2       | 39      | 25      | Semifinale | Osos de Rivas        |
| 2014     | -              | -              | -              | -              | -              | -              | 0       | 1       | 1       | 20      | 22      | Wild Card  | Osos de Rivas        |
| Totale   | -              | -              | -              | -              | -              | -              | 2       | 4       | 6       | 167     | 101     |            |                      |

Fonti: Enciclopedia del Football - A cura di Massimo Mezzetti

### Tornei locali

#### LVFA Femenina
| Stagione | regular season | regular season | regular season | regular season | regular season | regular season | playoff | playoff | playoff | playoff | playoff | playoff     | playoff         |
|          | Vin            | Par            | Per            | Tot            | PF             | PS             | Vin     | Per     | Tot     | PF      | PS      | risultato   | avversaria      |
| -------- | -------------- | -------------- | -------------- | -------------- | -------------- | -------------- | ------- | ------- | ------- | ------- | ------- | ----------- | --------------- |
| 2017-18  | 5              | 0              | 1              | 6              | 149            | 126            | 1       | 0       | 1       | 46      | 18      | Campionesse | Alicante Sharks |
| Totale   | 5              | 0              | 1              | 6              | 149            | 126            | 1       | 0       | 1       | 46      | 18      |             |                 |

Fonti: Enciclopedia del Football - A cura di Massimo Mezzetti

### Tornei internazionali

#### European Football League (1986-2013)
| Stagione | regular season | regular season | regular season | regular season | regular season | regular season | playoff | playoff | playoff | playoff | playoff | playoff          | playoff       |
|          | Vin            | Par            | Per            | Tot            | PF             | PS             | Vin     | Per     | Tot     | PF      | PS      | risultato        | avversaria    |
| -------- | -------------- | -------------- | -------------- | -------------- | -------------- | -------------- | ------- | ------- | ------- | ------- | ------- | ---------------- | ------------- |
| 2007     | 0              | 0              | 2              | 2              | 14             | 80             | -       | -       | -       | -       | -       | -                | -             |
| 2008     | 0              | 0              | 2              | 2              | 25             | 74             | -       | -       | -       | -       | -       | -                | -             |
| 2009     | 0              | 0              | 2              | 2              | 19             | 67             | -       | -       | -       | -       | -       | -                | -             |
| 2010     | 1              | 0              | 1              | 2              | 57             | 45             | 0       | 1       | 1       | 13      | 55      | Quarti di finale | Tirol Raiders |
| Totale   | 1              | 0              | 7              | 8              | 115            | 266            | 0       | 1       | 1       | 13      | 55      |                  |               |

Fonti: Enciclopedia del Football - A cura di Massimo Mezzetti

#### EFAF Cup
| Stagione | regular season | regular season | regular season | regular season | regular season | regular season | playoff | playoff | playoff | playoff | playoff | playoff   | playoff    |
|          | Vin            | Par            | Per            | Tot            | PF             | PS             | Vin     | Per     | Tot     | PF      | PS      | risultato | avversaria |
| -------- | -------------- | -------------- | -------------- | -------------- | -------------- | -------------- | ------- | ------- | ------- | ------- | ------- | --------- | ---------- |
| 2011     | 0              | 0              | 2              | 2              | 19             | 47             | -       | -       | -       | -       | -       | -         | -          |
| 2012     | 1              | 0              | 1              | 2              | 104            | 30             | -       | -       | -       | -       | -       | -         | -          |
| Totale   | 1              | 0              | 3              | 4              | 123            | 77             | -       | -       | -       | -       | -       |           |            |

Fonti: Enciclopedia del Football - A cura di Massimo Mezzetti

### Riepilogo fasi finali disputate
| Anno             | Luogo               | Evento            | Fase del torneo         | Incontro                                   | Risultato |
| 2008             |                     | Copa de España    | Semifinale              | Valencia Firebats - L'Hospitalet Pioners   | 22 - 33   |
| 10 gennaio 2009  |                     | Copa de España    | Semifinale              | Osos de Rivas - Valencia Firebats          | 21 - 20   |
| 15 maggio 2010   | Innsbruck           | EFL               | Quarti di finale        | Tirol Raiders - Valencia Firebats          | 55 - 13   |
| 2 dicembre 2012  |                     | Copa de España    | Semifinale              | Valencia Firebats - Osos de Rivas          | 14 - 19   |
| 19 maggio 2013   |                     | LNFA Elite        | Semifinale              | L'Hospitalet Pioners - Valencia Firebats   | 26 - 21   |
| 16 novembre 2013 | Rivas-Vaciamadrid   | Copa de España    | Secondo turno Wild Card | Osos de Rivas - Valencia Firebats          | 22 - 20   |
| 15 giugno 2014   |                     | LNFA Serie A      | Finale                  | Badalona Dracs - Valencia Firebats         | 24 - 18   |
| 20 giugno 2015   |                     | LNFA Serie A      | Finale                  | Valencia Firebats - Badalona Dracs         | 30 - 20   |
| 18 giugno 2016   | Calatayud           | LNFA Serie A      | Finale                  | Badalona Dracs - Valencia Firebats         | 41 - 14   |
| 20 maggio 2017   |                     | LNFA Serie A      | Semifinale              | Reus Imperials - Valencia Firebats         | 32 - 28   |
| 5 maggio 2018    | Rivas-Vaciamadrid   | LNFA Serie A      | Quarti di finale        | Osos de Rivas - Valencia Firebats          | 20 - 15   |
| 26 maggio 2018   | Valencia            | LVFA Femenina     | Finale                  | Valencia Firebats - Alicante Sharks        | 46 - 18   |
| 28 aprile 2019   |                     | LNFA Serie A      | Quarti di finale        | Las Rozas Black Demons - Valencia Firebats | 63 - 40   |
| 25 maggio 2019   | Murcia              | LNFA Femenina 9×9 | Woman Spanish Bowl      | Barberá Rookies - Valencia Firebats        | 6 - 12    |
| 16 maggio 2021   | Las Rozas de Madrid | LNFA Femenina 7×7 | Semifinale              | Las Rozas Black Demons - Valencia Firebats | 50 - 6    |
| 30 maggio 2022   |                     | LNFA Serie B      | Finale                  | Valencia Firebats - Alcobendas Cavaliers   | 13 - 14   |

## Palmarès

### Titoli nazionali
- 4 Primera Division LNFA (2006, 2007, 2009, 2015)
- 1 LNFA Femenina (2019)
- 2 Campionati spagnoli juniores (2014, 2015)

### Titoli locali
- 1 Campionato valenciano femminile (2018)